# Грейвілл (Іллінойс)
Грейвілл (англ. Grayville) — місто (англ. city) в США, в округах Едвардс і Вайт штату Іллінойс. Населення — 1550 осіб (2020).

## Географія
Грейвілл розташований за координатами 38°15′18″ пн. ш. 87°59′49″ зх. д. / 38.25500° пн. ш. 87.99694° зх. д. (38.255135, -87.996927).  За даними Бюро перепису населення США в 2010 році місто мало площу 5,64 км², з яких 5,53 км² — суходіл та 0,11 км² — водойми.

## Демографія
Згідно з переписом 2010 року, у місті мешкало 1666 осіб у 737 домогосподарствах у складі 459 родин. Густота населення становила 295 осіб/км².  Було 843 помешкання (150/км²).
Расовий склад населення:
| - 98,2 % — білих - 0,4 % — корінних американців - 0,3 % — чорних або афроамериканців - 0,2 % — азіатів |

До двох чи більше рас належало 0,7 %. Частка іспаномовних становила 0,7 % від усіх жителів.
За віковим діапазоном населення розподілялося таким чином: 19,7 % — особи молодші 18 років, 58,7 % — особи у віці 18—64 років, 21,6 % — особи у віці 65 років та старші. Медіана віку мешканця становила 45,9 року. На 100 осіб жіночої статі у місті припадало 92,4 чоловіків;  на 100 жінок у віці від 18 років та старших — 90,2 чоловіків також старших 18 років.
Середній дохід на одне домашнє господарство  становив 47 792 долари США (медіана — 34 145), а середній дохід на одну сім'ю — 60 240 доларів (медіана — 57 679). Медіана доходів становила 39 896 доларів для чоловіків та 30 469 доларів для жінок. За межею бідності перебувало 20,0 % осіб, у тому числі 32,4 % дітей у віці до 18 років та 6,1 % осіб у віці 65 років та старших.
Цивільне працевлаштоване населення становило 638 осіб. Основні галузі зайнятості: освіта, охорона здоров'я та соціальна допомога — 26,2 %, виробництво — 22,6 %, сільське господарство, лісництво, риболовля — 11,8 %, мистецтво, розваги та відпочинок — 8,2 %.